# خورشید همچنان می‌درخشد (فیلم ۱۹۸۴)
خورشید همچنان می‌درخشد (انگلیسی: The Sun Also Rises) مینی‌سریال اقتباسی به کارگردانی جیمز گلداستون است که در سال ۱۹۸۴ منتشر شد.

## بازیگران
هارت بوچنر
- جین سیمور
- رابرت کارادین
- ایان چارلسون
- لئونارد نیموی